# 第66回ゴールデングローブ賞
第66回ゴールデングローブ賞（だい66かいゴールデングローブしょう）は、2009年1月11日にビバリーヒルズのビバリーヒルトンで発表された。全米NBCで生中継される。

## 概要
2007年度は全米脚本家組合ストの影響で発表会見のみだったが、2008年度は2年ぶりに授賞式が行われることになった。

## 候補一覧
以下は候補リストである。太字が受賞作品及び受賞者。

### 映画

#### 作品賞 - ドラマ
- ベンジャミン・バトン 数奇な人生
- フロスト×ニクソン
- 愛を読むひと
- レボリューショナリー・ロード/燃え尽きるまで
- スラムドッグ$ミリオネア

#### 作品賞 - ミュージカル・コメディ
- バーン・アフター・リーディング
- ハッピー・ゴー・ラッキー
- ヒットマンズ・レクイエム
- マンマ・ミーア!
- それでも恋するバルセロナ

#### 監督賞
- ダニー・ボイル - スラムドッグ$ミリオネア
- スティーブン・ダルドリー - 愛を読むひと
- デヴィッド・フィンチャー - ベンジャミン・バトン 数奇な人生
- ロン・ハワード - フロスト×ニクソン
- サム・メンデス - レボリューショナリー・ロード/燃え尽きるまで

#### 主演男優賞 - ドラマ
- レオナルド・ディカプリオ - レボリューショナリー・ロード/燃え尽きるまで
- フランク・ランジェラ - フロスト×ニクソン
- ショーン・ペン - ミルク
- ブラッド・ピット - ベンジャミン・バトン 数奇な人生
- ミッキー・ローク - レスラー

#### 主演男優賞 - ミュージカル・コメディ
- ハビエル・バルデム - それでも恋するバルセロナ
- コリン・ファレル - ヒットマンズ・レクイエム
- ジェームズ・フランコ - スモーキング・ハイ
- ブレンダン・グリーソン - ヒットマンズ・レクイエム
- ダスティン・ホフマン - 新しい人生のはじめかた

#### 主演女優賞 - ドラマ
- アン・ハサウェイ - レイチェルの結婚
- アンジェリーナ・ジョリー - チェンジリング
- メリル・ストリープ - ダウト〜あるカトリック学校で〜
- クリスティン・スコット・トーマス - ずっとあなたを愛してる
- ケイト・ウィンスレット - レボリューショナリー・ロード/燃え尽きるまで

#### 主演女優賞 - ミュージカル・コメディ
- レベッカ・ホール - それでも恋するバルセロナ
- サリー・ホーキンス -ハッピー・ゴー・ラッキー
- フランシス・マクドーマンド - バーン・アフター・リーディング
- メリル・ストリープ - マンマ・ミーア!
- エマ・トンプソン - 新しい人生のはじめかた

#### 助演男優賞
- トム・クルーズ - トロピック・サンダー/史上最低の作戦
- ロバート・ダウニーJr - トロピック・サンダー/史上最低の作戦
- レイフ・ファインズ - ある公爵夫人の生涯
- フィリップ・シーモア・ホフマン - ダウト〜あるカトリック学校で〜
- ヒース・レジャー - ダークナイト

#### 助演女優賞
- エイミー・アダムス - ダウト〜あるカトリック学校で〜
- ペネロペ・クルス - それでも恋するバルセロナ
- ヴァイオラ・デイヴィス - ダウト〜あるカトリック学校で〜
- マリサ・トメイ - レスラー
- ケイト・ウィンスレット - 愛を読むひと

#### 脚本賞
- ベンジャミン・バトン 数奇な人生 - エリック・ロス
- ダウト〜あるカトリック学校で〜 - ジョン・パトリック・シャンリィ
- フロスト×ニクソン - ピーター・モーガン
- 愛を読むひと - デヴィッド・ヘアー
- スラムドッグ$ミリオネア - サイモン・ボーファイ

#### 作曲賞
- チェンジリング - クリント・イーストウッド
- ベンジャミン・バトン 数奇な人生 - アレクサンドル・デプラ
- ディファイアンス - ジェームズ・ニュートン・ハワード
- フロスト×ニクソン - ハンス・ジマー
- スラムドッグ$ミリオネア - A・R・ラフマーン

#### オリジナル歌曲賞
- "I Thought I Lost You" - ボルト
- "Once in a Lifetime" - キャデラック・レコード 音楽でアメリカを変えた人々の物語
- "Gran Torino" - グラン・トリノ
- "Down to Earth" - WALL・E/ウォーリー
- "The Wrestler" - レスラー

#### 外国語映画賞
- 『戦場でワルツを』
- 『バーダー・マインホフ 理想の果てに』
- Everlasting Moments (Maria Larssons eviga ögonblick)
- 『ゴモラ』
- 『ずっとあなたを愛してる』

#### アニメ賞
- ボルト
- カンフー・パンダ
- WALL・E/ウォーリー

### テレビ

#### 作品賞 - ドラマ
- 『デクスター 警察官は殺人鬼』
- 『Dr.HOUSE』
- In Treatment
- 『MAD MEN マッドメン』
- トゥルーブラッド

#### 作品賞 - ミュージカル/コメディ
- 『30 Rock』
- 『カリフォルニケーション ある小説家のモテすぎる日常』
- 『アントラージュ★オレたちのハリウッド』
- 『The Office』
- 『Weeds 〜ママの秘密』

#### 作品賞 - ミニシリーズ/TV映画
- バーナード・アンド・ドリス
- クランフォード
- John Adams
- A Raisin in the Sun
- 『リカウント』

#### 主演男優賞 - ドラマシリーズ
- ガブリエル・バーン - In Treatment
- マイケル・C・ホール - 『デクスター 警察官は殺人鬼』
- ジョン・ハム - 『MAD MEN マッドメン』
- ヒュー・ローリー - 『Dr.HOUSE』
- ジョナサン・リース＝マイヤーズ - 『THE TUDORS〜背徳の王冠〜』

#### 主演男優賞 - ミュージカル/コメディシリーズ
- アレック・ボールドウィン - 『30 Rock』
- スティーヴ・カレル - 『The Office』
- ケヴィン・コナリー - 『アントラージュ★オレたちのハリウッド』
- デイヴィッド・ドゥカヴニー - 『カリフォルニケーション ある小説家のモテすぎる日常』
- トニー・シャルーブ - 『名探偵モンク』

#### 男優賞 - ミニシーズ/テレビ映画
- ポール・ジアマッティ - John Adams
- レイフ・ファインズ - バーナード・アンド・ドリス
- ケヴィン・スペイシー - 『リカウント』
- キーファー・サザーランド - 『24 TWENTY FOUR リデンプション』
- トム・ウィルキンソン - 『リカウント』

#### 主演女優賞 - ドラマシリーズ
- サリー・フィールド - 『ブラザーズ&シスターズ』
- マリスカ・ハージティ - 『LAW & ORDER:犯罪心理捜査班』
- ジャニュアリー・ジョーンズ - 『MAD MEN マッドメン』
- アンナ・パキン - 『トゥルーブラッド』
- キーラ・セジウィック - 『クローザー』

#### 主演女優賞 - ミュージカル/コメディシリーズ
- クリスティナ・アップルゲイト - 『サマンサ Who?』
- アメリカ・フェレーラ - 『アグリー・ベティ』
- ティナ・フェイ - 『30 Rock』
- デブラ・メッシング - 『スターター・ワイフ』
- メアリー＝ルイーズ・パーカー - 『Weeds 〜ママの秘密』

#### 女優賞 - ミニシーズ/テレビ映画
- ローラ・リニー - John Adams
- ジュディ・デンチ - 『クランフォード』
- キャサリン・キーナー - 『アメリカン・クライム』
- シャーリー・マクレーン - 『ココ・シャネル』
- スーザン・サランドン - バーナード・アンド・ドリス

#### 助演男優賞- シリーズ、ミニシリーズ/TV映画
- ニール・パトリック・ハリス - 『ママと恋に落ちるまで』
- デニス・リアリー - 『リカウント』
- ジェレミー・ピヴェン - 『アントラージュ★オレたちのハリウッド』
- ブレア・アンダーウッド - In Treatment
- トム・ウィルキンソン - John Adams

#### 助演女優賞- シリーズ、ミニシリーズ/TV映画
- アイリーン・アトキンス - 『クランフォード』
- ローラ・ダーン - 『リカウント』
- メリッサ・ジョージ - In Treatment
- レイチェル・グリフィス - 『ブラザーズ&シスターズ』
- ダイアン・ウィースト - In Treatment